# Jagdstaffel 11

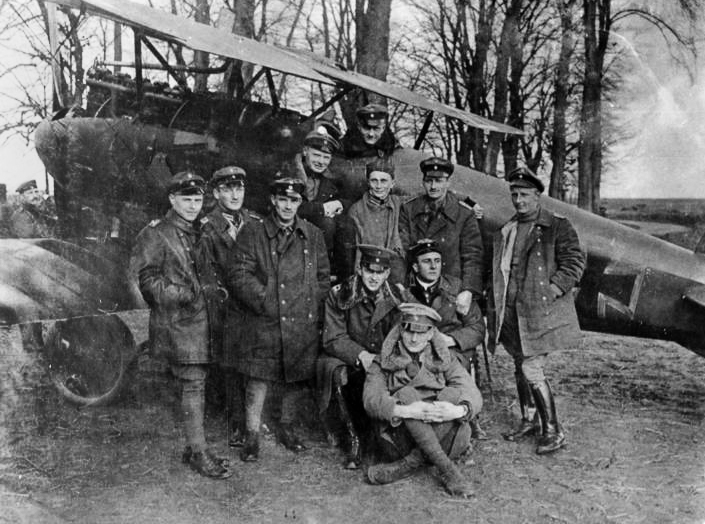
Im Doppeldecker: Manfred von Richthofen

Die Königlich Preußische Jagdstaffel Nr. 11 (kurz Jasta 11) war eine mit einsitzigen Jagdflugzeugen ausgestattete Staffel der deutschen Fliegertruppen während des Ersten Weltkriegs.

## Geschichte

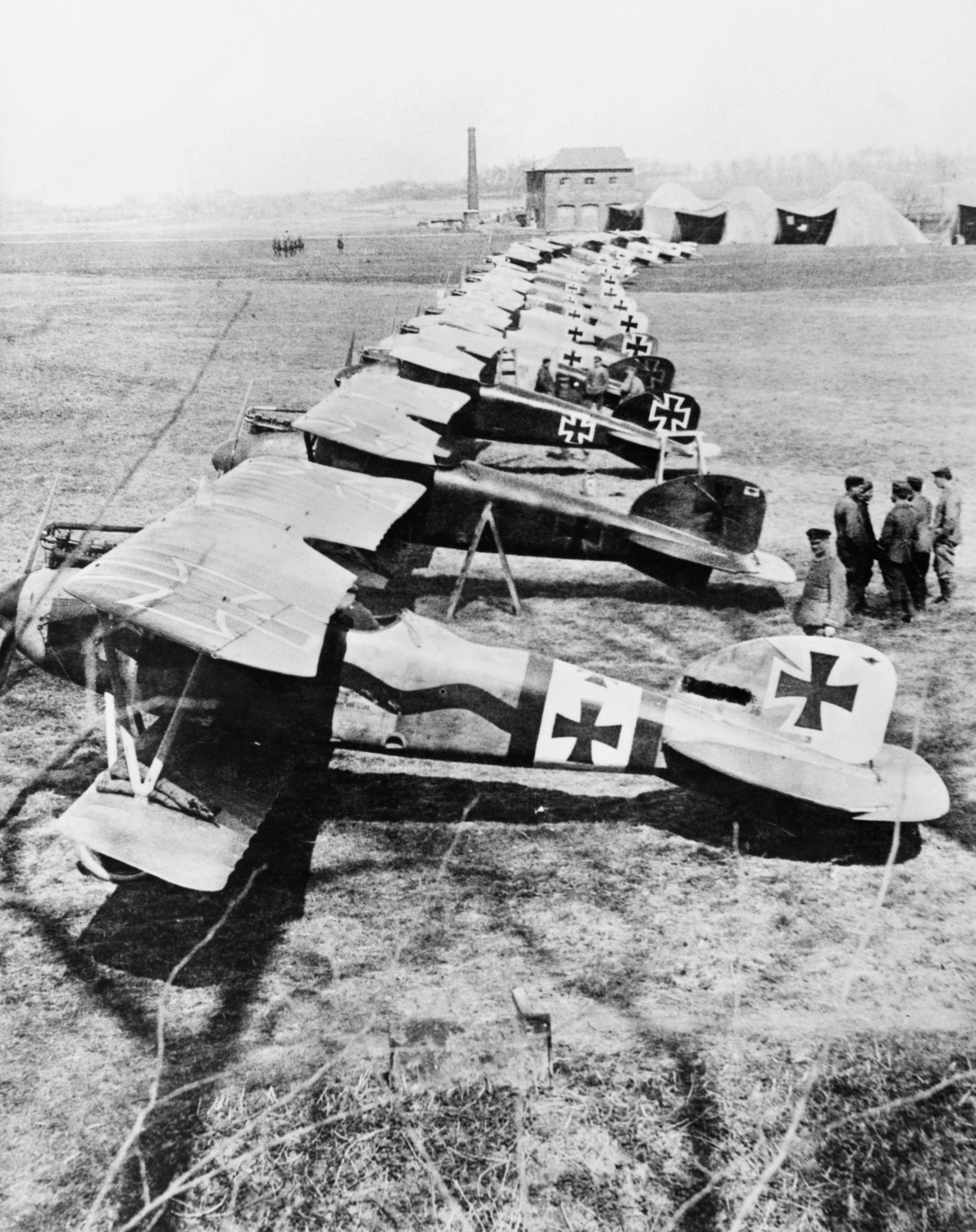
Albatros D.III der Jasta 11 bei Douai, Frankreich

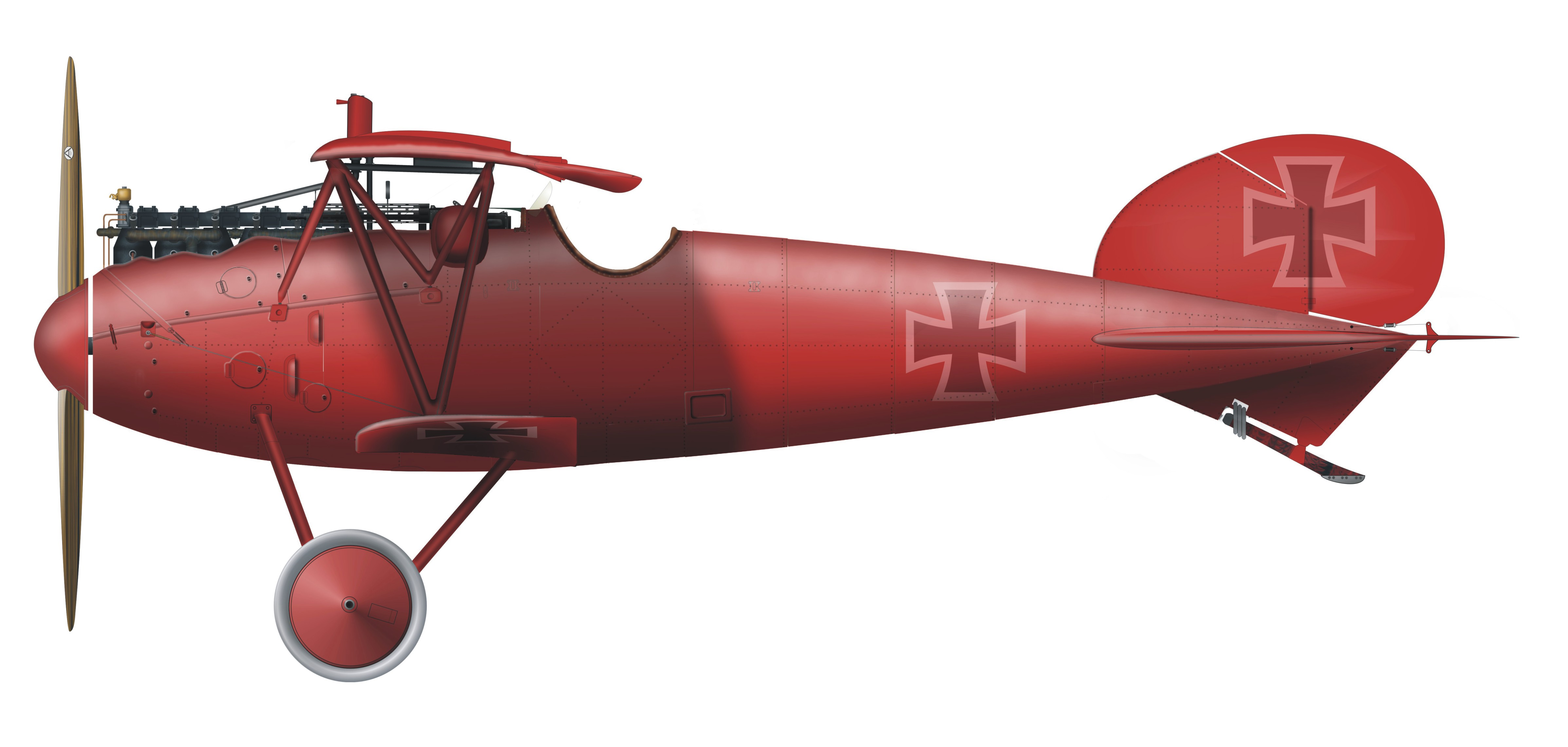
Albatros D.V (von Richthofen)

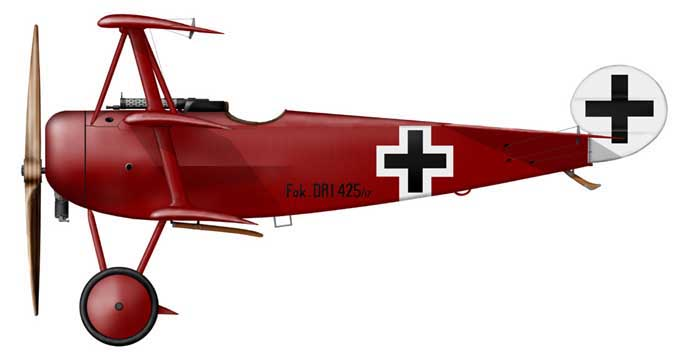
Fokker Dr.I (von Richthofen)

Die Staffel wurde am 28. September 1916 durch den Kommandeur der Flieger (Kofl) der 6. Armee aufgestellt. Ab Mitte Januar 1917 war Leutnant Manfred von Richthofen der Führer dieser bis dahin erfolglosen Staffel. Er wendete die von Oswald Boelcke entwickelten taktischen Kenntnisse der Luftkriegsführung mit großem Erfolg an. Bereits in den drei folgenden Monaten erzielten die Flieger der Staffel über 100 Abschüsse – bei nur zwei Verlusten. Zur besseren Kenntlichmachung in der Luft wurden die Maschinen der Staffel teilweise (z. B. Rumpf, Leitwerk) farbig bemalt.
Am 16. Januar 1917 wurde Manfred von Richthofen nach seinem 16. anerkannten Abschuss der Pour le Mérite verliehen. Damit war er der erfolgreichste Jagdflieger Deutschlands. Am 27. Januar 1917 wurde von Richthofen Staffelführer der Jagdstaffel 11 auf dem Flugplatz in Douai. Nach drei Monaten Verwendung an der Front konnte die Jagdstaffel 11 bislang noch keinen Abschuss erzielen. Nach Übernahme des Kommandos durch den Freiherrn von Richthofen stieg die Abschussquote der Staffel innerhalb von nur drei Monaten auf 125, bei nur zwei Maschinen als eigene Verluste.
Im März 1917 wurde Manfreds jüngerer Bruder Lothar von Richthofen zur Jasta 11 versetzt. Beide entwickelten völlig unterschiedliche Kampftaktiken. Manfred von Richthofen verbesserte trotz Schlechtwetters bis März 1917 seine Abschuss-Statistik auf 31 Luftsiege.
Der April 1917 wurde aufgrund einer verheerenden Verlustrate von fünf britischen Maschinen auf ein deutsches Flugzeug als „Blutiger April“  bezeichnet. Manfred von Richthofen erzielte im April 21 Luftsiege, darunter bei einer Gelegenheit vier Feindmaschinen an einem Tag. Aufgrund der Tatsache, dass die Jasta 11 in diesem Monat 69 gegnerische Flugzeuge vernichtete, stammt von General Ludendorff  aus jener Zeit der Ausspruch, dass der „Rote Kampfflieger“ (eine Anspielung auf von Richthofens Autobiographie Der rote Kampfflieger aus dem Jahr 1917) zwei ganze Divisionen ersetzen könne.
Während sich Manfred auf Fronturlaub befand, wurde sein Bruder Lothar über Vimy Ridge abgeschossen und an der Hüfte verwundet.
Im Juni 1917 wurde aus den Jagdstaffeln 4, 6, 10 und 11 das Jagdgeschwader 1 aufgestellt. Die Führung übernahm Rittmeister Manfred von Richthofen. Wegen der bunt bemalten Flugzeuge und der hohen Mobilität durch Zelte, die ein schnelles Verlegen an jeweilige Brennpunkte ermöglichte, sprach man auf alliierter Seite bald vom Flying Circus, dem Fliegenden Zirkus.
Manfred von Richthofen zu seinem 66. Luftsieg am 18. März 1918:

„Ich startete mit 30 Flugzeugen meines Geschwaders und flog geschlossen, alle 3 Staffeln führend, In 5.300 m Höhe gegen den Feind. Wie wir uns der Front näherten, sah ich mehrere englische Geschwader, die gerade unsere Linien überflogen, etwa Richtung Le Cateau. Das erste Geschwader das mir begegnete war etwa in 5.500 m Höhe. Ich schoß mit Lt. Gussmann, Jasta 11, zusammen den letzten der Gegner, einen Bristol Fighter ab. Er verlor die Tragflächen und Lt. Gussmann brachte Ihn bei Joncourt zum Absturz. Darauf sammelte ich meine 30 Flugzeuge, stieg auf 5.300 m und folgte zwei bis nach Le Cateau durchgebrochenen Geschwadern. Als der Gegner den Versuch machte auszubiegen und nach der Front zurückzukommen griff ich an. Das mir am nächstfliegende Flugzeug, scheinbar ein Breguet oder Bristol-Fighter, wurde von mir und Lt. Loewenhardt, Jasta 10 beschossen, worauf dem Gegner der Benzintank kaputt geschossen wurde, und ich sah, wie das Flugzeug senkrecht abstürzte. Lt.Loewenhardt brachte es zum Absturz. Von zwei englischen Einsitzer-Geschwadern (Sopwith Camel) griff ich ein Flugzeug mit Wimpeln an und zwang den Gegner bei Molain zur Landung.“

Auf Befehl des Kommandeurs der Flieger der 5. Armee wurde die Staffel ab 10. November 1918 nach Darmstadt verlegt. Die noch einsatzbereiten Maschinen flogen am 12. November 1918 dorthin. Auf Anweisung der Alliierten hatte die Auslieferung der Flugzeuge zu erfolgen und so wurden diese am 16. November 1918 auf dem Luftweg nach Straßburg verbracht. Der größte Teil wurde abgewrackt und verschrottet.
Bis Kriegsende erzielte die Jasta 350 anerkannte Luftsiege; 17 Staffelangehörige fielen, zwei gerieten in Kriegsgefangenschaft, 19 wurden verwundet und zwei starben bei (Flug-)Unfällen.
Als Flugzeuge fanden einsitzige Jagdflugzeuge wie z. B. Albatros D.III, Albatros D.V, Fokker Dr.I, Fokker D.VII und Fokker D.VIII Verwendung.

## Kommandierende Offiziere
| Dienstgrad                            | Name                        | Zeitraum gemäß                         | Abweichender Zeitraum gemäß    |
| ------------------------------------- | --------------------------- | -------------------------------------- | ------------------------------ |
| Oberleutnant                          | Rudolf Emil Lang            | 11. Oktober 1916 bis 14. Januar 1917   |                                |
| Leutnant                              | Georg Simon                 |                                        | November 1916 bis 4. Juni 1917 |
| Leutnant / Oberleutnant / Rittmeister | Manfred von Richthofen      | 16. Januar bis 1. Mai 1917             | 15. Januar bis 1. März 1917    |
| Leutnant                              | Lothar von Richthofen       | 1. bis 13. Mai 1917                    |                                |
| Leutnant                              | Karl Allmenröder            | 13. Mai bis 15. Juni 1917              |                                |
| Rittmeister                           | Manfred von Richthofen      | 15. bis 24. Juni 1917                  | 15. bis 26. Juni 1917          |
| Leutnant                              | Karl Allmenröder            | 24. bis 27. Juni 1917                  | 26. bis 27. Juni 1917          |
| Leutnant                              | Kurt Wolff                  | 28. Juni bis 11. Juli 1917             |                                |
| Oberleutnant                          | Wilhelm Reinhard            | 12. Juni bis 4. August 1917            | 11. Juli bis 4. September 1917 |
| Leutnant                              | Gisbert-Wilhelm Groos       | 6. bis 11. September 1917              | 4. bis 11. September 1917      |
| Oberleutnant                          | Kurt Wolff                  | 11. bis 15. September 1917             |                                |
| Leutnant                              | Gisbert-Wilhelm Groos       | 16. bis 25. September 1917             | 15. bis 25. September 1917     |
| Leutnant                              | Lothar von Richthofen       | 25. September 1917 bis 19. Januar 1918 |                                |
| Leutnant                              | Hans-Carl von Linsingen     | 27. November 1917 bis 24. Januar 1918  |                                |
| Leutnant                              | Hans-Georg von der Osten    | 19. Januar bis 16. Februar 1918        |                                |
| Leutnant                              | Lothar von Richthofen       | 16. Februar bis 13. März 1918          |                                |
| Leutnant                              | Otto von Breiten-Landenberg | 16. bis 25. März 1918                  | 13. bis 25. März 1918          |
| Leutnant                              | Ernst Udet                  | 25. März bis 8. April 1918             |                                |
| Leutnant                              | Hans Weiss                  | 8. April bis 2. Mai 1918               |                                |
| Leutnant                              | Eberhard Mohnicke           | 2. Mai bis 19. Juli 1918               |                                |
| Leutnant                              | Lothar von Richthofen       | 19. bis 26. Juli 1918                  |                                |
| Oberleutnant                          | Erich Rüdiger von Wedel     | 26. Juli bis 14. August 1918           |                                |
| Leutnant                              | Eberhardt Mohnicke          | 14. bis 26. August 1918                |                                |
| Leutnant                              | Wolfram von Richthofen      | 26. bis 30. August 1918                |                                |
| Oberleutnant                          | Erich Rüdiger von Wedel     | 31. August bis 2. September 1918       |                                |
| Leutnant                              | Eberhardt Mohnicke          | 2. bis 4. September                    |                                |
| Oberleutnant                          | Erich Rüdiger von Wedel     | 4. September bis 22. Oktober 1918      |                                |
| Leutnant                              | Egon Koepsch                | 22. Oktober bis 4. November 1918       |                                |
| Oberleutnant                          | Erich Rüdiger von Wedel     | 4. bis 11. November 1918               |                                |

## Abschüsse des Jagdgeschwaders 1
Allein im Monat April 1917 wurden 89 Abschüsse der Jasta 11 zugerechnet. Folgende "Fliegerasse" erzielten während ihrer Zeit bei der Jasta 11 folgende Abschüsse von Feindfliegern:
- Manfred Freiherr von Richthofen (rot bemaltes Jagdflugzeug) 64
- Ernst Udet 62
- Lothar Freiherr von Richthofen (gelb bemaltes Jagdflugzeug) 40
- Kurt Wolff 31 (grün bemaltes Jagdflugzeug)
- Ulrich Neckel
- Carl Allmenröder 30 † 27. Juni 1917
- Karl Emil Schäfer 22 (schwarz bemaltes Jagdflugzeug)
- Franz Hemer, genannt „Locke“ 18 (mit entsprechender Wellenlinie auf dem Rumpf)
- Erich von Wedel 13
- Sebastian Festner 12
- Wilhelm Reinhard 11
- Willi Gabriel 10
- Joachim-Adolf Wolff 10
- Werner Steinhäuser 9
- Otto Brauneck 8
- Eberhard Mohnicke 8
- Wolfram Freiherr von Richthofen 8
- Gisbert-Wilhelm Groos 6
- Erich Just 6
- Friedrich Noltenius 6
- Alfred Niederhoff 5
- Georg Simon 1[5]

## Sonstiges
In der Wehrmacht übernahm das Jagdgeschwader 2 zu Ehren von Manfred von Richthofen die Traditionen der Jagdstaffel 11 sowie die Zusatzbezeichnung „Richthofen“. Bei der Bundeswehr führt das Taktische Luftwaffengeschwader „Richthofen“ diese Tradition fort.